# México nos Jogos Olímpicos de Verão de 2008
O México competiu nos Jogos Olímpicos de Verão de 2008, em Pequim, na China. O país levou 85 competidores, em 21 esportes, sendo 43 mulheres e 42 homens. A porta-bandeira da delegação mexicana na cerimônia de abertura foi a competidora de saltos ornamentais Paola Espinosa.

## Medalhistas
| Atleta                       | Esporte            | Evento                                | Medalha |
| ---------------------------- | ------------------ | ------------------------------------- | ------- |
| Guillermo Pérez              | Taekwondo          | Até 58 kg masculino                   | Ouro    |
| María Espinoza               | Taekwondo          | Mais de 67 kg feminino                | Ouro    |
| Paola Espinosa Tatiana Ortiz | Saltos ornamentais | Plataforma 10 m sincronizado feminino | Bronze  |

## Desempenho

### Atletismo
Masculino
| Atletas            | Evento               | Preliminares | Preliminares | Semifinal   | Semifinal   | Final         | Final         |
| Atletas            | Evento               | Marca        | Posição      | Marca       | Posição     | Marca         | Posição       |
| ------------------ | -------------------- | ------------ | ------------ | ----------- | ----------- | ------------- | ------------- |
| Juan Luis Barrios  | 1500 metros          | Não largou   | Não largou   | Não avançou | Não avançou | Não avançou   | Não avançou   |
| Juan Luis Barrios  | 5000 metros          | 13m42s39     | 11º          |             |             | 13m19s79 (SB) | 7º            |
| David Galván       | 5000 metros          | Não largou   | Não largou   |             |             | Não avançou   | Não avançou   |
| David Galván       | 10000 metros         |              |              |             |             | Não completou | Não completou |
| Alejandro Suárez   | 10000 metros         |              |              |             |             | 29m24s78      | 35º           |
| Juan Carlos Romero | 10000 metros         |              |              |             |             | 28m26s57      | 29º           |
| Carlos Cordero     | Maratona             |              |              |             |             | 2h18m40s      | 32º           |
| Procopio Franco    | Maratona             |              |              |             |             | 2h23m24s      | 47º           |
| Francisco Bautista | Maratona             |              |              |             |             | 2h29m28s      | 66º           |
| Eder Sánchez       | Marcha atlética 20km |              |              |             |             | 1h21m53s      | 15º           |
| David Mejía        | Marcha atlética 20km |              |              |             |             | 1h26m45s      | 36º           |
| Horacio Nava       | Marcha atlética 50km |              |              |             |             | 3h45m21s (PB) | 6º            |
| Mario Iván Flores  | Marcha atlética 50km |              |              |             |             | 3h58m04s      | 23º           |
| Jesús Sánchez      | Marcha atlética 50km |              |              |             |             | 3h53m58s      | 18º           |
| Gerardo Martínez   | Salto em altura      | 2,15 m       | 33º          |             |             | Não avançou   | Não avançou   |
| Giovanni Lanaro    | Salto com vara       | 5,54 m       | 25º          |             |             | Não avançou   | Não avançou   |

Feminino
| Atletas                                                     | Evento              | Preliminares | Preliminares | Semifinal | Semifinal | Final       | Final       |
| Atletas                                                     | Evento              | Marca        | Posição      | Marca     | Posição   | Marca       | Posição     |
| ----------------------------------------------------------- | ------------------- | ------------ | ------------ | --------- | --------- | ----------- | ----------- |
| Gabriela Medina                                             | 400 metros          | 51s96        | 22º          | 52s97     | 23º       | Não avançou | Não avançou |
| Ruth Grajeda Gabriela Medina Nallely Vela Zudikey Rodríguez | Revezamento 4x400 m | 3m30s36      | 14º          |           |           | Não avançou | Não avançou |
| Dulce María Rodríguez                                       | 10000 metros        |              |              |           |           | 32m58s04    | 27º         |
| Madaí Pérez                                                 | Maratona            |              |              |           |           | 2h31m47s    | 19º         |
| Patricia Rétiz                                              | Maratona            |              |              |           |           | 2h39m34s    | 55º         |
| Karina Pérez                                                | Maratona            |              |              |           |           | 2h47m02s    | 61º         |
| Romary Rifka                                                | Salto em altura     | NM           | NM           |           |           | Não avançou | Não avançou |

### Badminton
Feminino
| Atleta          | Prova   | 1/32 de final                     | 1/16 de final          | 1/8 de final           | 1/4 de final           | Semifinais             | Final                  | Final       |
| Atleta          | Prova   | Adversário e resultado            | Adversário e resultado | Adversário e resultado | Adversário e resultado | Adversário e resultado | Adversário e resultado | Pos.        |
| --------------- | ------- | --------------------------------- | ---------------------- | ---------------------- | ---------------------- | ---------------------- | ---------------------- | ----------- |
| Deyanira Angulo | Simples | EGY H. Hosny D 18-21, 21-7, 14-21 | Não avançou            | Não avançou            | Não avançou            | Não avançou            | Não avançou            | Não avançou |

### Boxe
| Atleta              | Peso | 1/16 de final             | 1/8 de final           | 1/4 de final           | Semifinais             | Final                  |
| Atleta              | Peso | Adversário e resultado    | Adversário e resultado | Adversário e resultado | Adversário e resultado | Adversário e resultado |
| ------------------- | ---- | ------------------------- | ---------------------- | ---------------------- | ---------------------- | ---------------------- |
| Oscar Valdez        | Galo | MGL E. Badar-Uugan D 4-15 | Não avançou            | Não avançou            | Não avançou            | Não avançou            |
| Arturo Santos Reyes | Pena | KEN N. Okoth V 6-2        | TUN A. Shili V 14-2    | FRA K. Djelkhir D 9-14 | Não avançou            | Não avançou            |
| Francisco Vargas    | Leve | MAD J. Soloniaina V 9-2   | ROU G. Popescu D 4-14  | Não avançou            | Não avançou            | Não avançou            |

### Canoagem Velocidade
Masculino
| Atleta                          | Prova      | Elim.    | Elim. | Semifinais | Semifinais | Final       | Final       |
| Atleta                          | Prova      | Tempo    | Pos.  | Tempo      | Pos.       | Tempo       | Pos.        |
| ------------------------------- | ---------- | -------- | ----- | ---------- | ---------- | ----------- | ----------- |
| Everardo Cristóbal              | C-1 1000 m | 4:15.280 | 6º    | 4:04.267   | 6º         | Não avançou | Não avançou |
| Dimas Camilo Everardo Cristóbal | C-2 500 m  | 1:54.090 | 8º    | 1:48.853   | 9º         | Não avançou | Não avançou |
| Dimas Camilo Everardo Cristóbal | C-2 1000 m | 3:51.684 | 6º    | 3:49.695   | 7º         | Não avançou | Não avançou |
| Manuel Cortina                  | K-1 500 m  | 1:40.626 | 4º    | 1:48.333   | 7º         | Não avançou | Não avançou |
| Manuel Cortina                  | K-1 1000 m | 3:41.433 | 7º    | 3:43.017   | 7º         | Não avançou | Não avançou |

### Ciclismo Estrada
Masculino
| Atleta                       | Prova              | Tempo              | Pos. |
| ---------------------------- | ------------------ | ------------------ | ---- |
| Moisés Aldape                | Corrida em estrada | 6h 28' 08" (+4:19) | 46º  |
| Alessandra Giuseppina Grassi | Corrida em estrada | 3h 36' 35" (+4:11) | 45º  |

### Esgrima
Feminino
| Atleta                  | Prova            | 1/32 de final          | 1/16 de final          | 1/8 de final           | 1/4 de final           | Semifinais             | Final                  |
| Atleta                  | Prova            | Adversário e resultado | Adversário e resultado | Adversário e resultado | Adversário e resultado | Adversário e resultado | Adversário e resultado |
| ----------------------- | ---------------- | ---------------------- | ---------------------- | ---------------------- | ---------------------- | ---------------------- | ---------------------- |
| Angelica Larios Delgado | Sabre individual | ESP A. Navarro D 4-15  | Não avançou            | Não avançou            | Não avançou            | Não avançou            | 33º                    |

### Ginástica artística
Feminino
| Atleta         | Prova      | Aparelho | Aparelho | Aparelho | Aparelho | Qualificação | Qualificação | Final       | Final       |
| Atleta         | Prova      | Salto    | Solo     | B. Paral | Trave    | Total        | Pos.         | Total       | Pos.        |
| -------------- | ---------- | -------- | -------- | -------- | -------- | ------------ | ------------ | ----------- | ----------- |
| Maricela Cantú | Individual | 14.175   | 14.025   | 12.625   | 12.700   | 53.525       | 56º          | Não avançou | Não avançou |

### Halterofilismo
| Atleta                   | Prova             | Arranque | Arranque | Arremesso | Arremesso | Total | Pos. |
| Atleta                   | Prova             | Res.     | Pos.     | Res.      | Pos.      | Total | Pos. |
| ------------------------ | ----------------- | -------- | -------- | --------- | --------- | ----- | ---- |
| Luz Mercedes Acosta      | Até 63kg feminino | 103      |          | 120       |           | 223   | 8º   |
| Damaris Gabriela Aguirre | Até 75kg feminino | 109      |          | 136       |           | 245   | 6º   |

### Hipismo
Adestramento
| Atleta            | Cavalo  | Prova      | 1ª fase | 1ª fase | 2ª fase | 2ª fase | 2ª fase      | 2ª fase | Final  | Final | Final        | Final |
| Atleta            | Cavalo  | Prova      | Escore  | Pos.    | Escore  | Pos.    | Escore Total | Pos.    | Escore | Pos.  | Escore Total | Pos.  |
| ----------------- | ------- | ---------- | ------- | ------- | ------- | ------- | ------------ | ------- | ------ | ----- | ------------ | ----- |
| Bernadette Pujals | Vincent | Individual | 69.250  | 12º     | 71.000  | 6º      |              |         | 72.350 | 11º   | 71.675       | 9º    |

Saltos
| Atleta             | Cavalo            | Prova      | Ind. Fase 1 | Ind. Fase 1 | Ind. Fase 2 | Ind. Fase 2 | Ind. Fase 2 | Ind. Fase 3 | Ind. Fase 3 | Ind. Fase 3 | Final       | Final       | Final       | Final       | Final       | Final |
| Atleta             | Cavalo            | Prova      | Ind. Fase 1 | Ind. Fase 1 | Ind. Fase 2 | Ind. Fase 2 | Ind. Fase 2 | Ind. Fase 3 | Ind. Fase 3 | Ind. Fase 3 | Fase A      | Fase A      | Fase B      | Fase B      | Total       | Total |
| Atleta             | Cavalo            | Prova      | Pen.        | Pos.        | Pen.        | Total       | Pos.        | Pen.        | Total       | Pos.        | Pen.        | Pos.        | Pen.        | Pos.        | Pen.        | Pos.  |
| ------------------ | ----------------- | ---------- | ----------- | ----------- | ----------- | ----------- | ----------- | ----------- | ----------- | ----------- | ----------- | ----------- | ----------- | ----------- | ----------- | ----- |
| Antonio Chedraui   | Don Porfirio      | Individual | 1           | 14º         | 8           | 9           | 22º         | 8           | 17          | 23º         | Não avançou | Não avançou | Não avançou | Não avançou | Não avançou | 40º   |
| Federico Fernández | Zorro             | Individual | 1           | 14º         | 9           | 10          | 26º         | 14          | 24          | 33º         | 12          | 29º         | Não avançou | Não avançou | Não avançou | 29º   |
| Enrique González   | Frida             | Individual | 9           | 52º         | 16          | 25          | 51º         | Não avançou | Não avançou | Não avançou | Não avançou | Não avançou | Não avançou | Não avançou | Não avançou | 51º   |
| Alberto Michan     | Chinobampo Lavita | Individual | 12          | 64º         | 9           | 21          | 32º         | 25          | 46          | 47º         | 12          | 29º         | Não avançou | Não avançou | Não avançou | 29º   |

| Atleta                                                              | Cavalo                                     | Prova   | Final 1 | Final 1 | Final 2     | Final 2     | Final 2     |             |
| Atleta                                                              | Cavalo                                     | Prova   | Pen.    | Pos.    | Pen.        | Total Pen.  | Pos.        |             |
| ------------------------------------------------------------------- | ------------------------------------------ | ------- | ------- | ------- | ----------- | ----------- | ----------- | ----------- |
| Antonio Chedraui Federico Fernández Enrique González Alberto Michan | Don Porfirio Zorro Frida Chinobampo Lavita | Equipes | 98169   | 11º     | Não avançou | Não avançou | Não avançou | Não avançou |

### Judô
| Atleta           | Categoria             | Preliminar             | 1/16 de final               | 1/8 de final              | 1/4 de final               | Semifinais             | Repescagem 1ª fase     | Repescagem 1/4 de final       | Repescagem Semifinais  | Final                  |
| Atleta           | Categoria             | Adversário e resultado | Adversário e resultado      | Adversário e resultado    | Adversário e resultado     | Adversário e resultado | Adversário e resultado | Adversário e resultado        | Adversário e resultado | Adversário e resultado |
| ---------------- | --------------------- | ---------------------- | --------------------------- | ------------------------- | -------------------------- | ---------------------- | ---------------------- | ----------------------------- | ---------------------- | ---------------------- |
| Arturo Martínez  | Até 100 kg masculino  |                        | CMR F. Moussima D 0001-0100 | Não avançou               | Não avançou                | Não avançou            | Não avançou            | Não avançou                   | Não avançou            | Não avançou            |
| Vanessa Zambotti | Mais de 78kg feminino |                        |                             | GBR K. Bryant V 0021-0001 | JPN M. Tsukada D 0000-1000 | Não avançou            | Não avançou            | FRA A-S. Mondière D 0001-1010 | Não avançou            | Não avançou            |

### Lutas
Livre masculino
| Atleta          | Prova   | Qualificação              | 1/8 de final           | 1/4 de final           | Semifinais             | Repescagem Fase 1      | Repescagem Fase 2      | Final                  |
| Atleta          | Prova   | Adversário e resultado    | Adversário e resultado | Adversário e resultado | Adversário e resultado | Adversário e resultado | Adversário e resultado | Adversário e resultado |
| --------------- | ------- | ------------------------- | ---------------------- | ---------------------- | ---------------------- | ---------------------- | ---------------------- | ---------------------- |
| Larry Langowski | −120 kg | IRI F. Masoumi D 0-6, 0-6 | Não avançou            | Não avançou            | Não avançou            | Não avançou            | Não avançou            | Não avançou            |

### Natação
| Atleta               | Prova                     | Elim.   | Elim. | Semifinal   | Semifinal   | Final       | Final |
| Atleta               | Prova                     | Tempo   | Pos.  | Tempo       | Pos.        | Tempo       | Pos.  |
| -------------------- | ------------------------- | ------- | ----- | ----------- | ----------- | ----------- | ----- |
| Juan Veloz           | 100 m borboleta masculino | 53.58   | 5º    | Não avançou | Não avançou | Não avançou | 45º   |
| Juan Veloz           | 200 m borboleta masculino | 1:57.32 | 8º    | Não avançou | Não avançou | Não avançou | 23º   |
| Luis Ricardo Escobar | 10 km masculino           |         |       |             |             | 1:53:47.90  | 18º   |
| Susana Escobar       | 400 m livre feminino      | 4:11.99 | 3     |             |             | Não avançou | 20º   |
| Susana Escobar       | 800 m livre feminino      | 8:33.51 | 1     |             |             | Não avançou | 18º   |
| Susana Escobar       | 400 m medley feminino     | 4:47.32 | 5     |             |             | Não avançou | 30º   |
| Adriana Marmolejo    | 100 m peito feminino      | 1:10.73 | 2     | Não avançou | Não avançou | Não avançou | 31º   |
| Adriana Marmolejo    | 200 m peito feminino      | 2:28.10 | 2     | Não avançou | Não avançou | Não avançou | 22º   |
| Fernanda González    | 100 m costas feminino     | 1:02.76 | 6     | Não avançou | Não avançou | Não avançou | 35º   |
| Fernanda González    | 200 m costas feminino     | 2:14.64 | 4     | Não avançou | Não avançou | Não avançou | 28º   |
| Imelda Martínez      | 10 km feminino            |         |       |             |             | 2:01:07.90  | 20º   |

### Nado sincronizado
| Atleta                                        | Prova | Rotina técnica | Rotina técnica | Rotina livre (preliminar) | Rotina livre (preliminar) | Rotina livre (preliminar) | Rotina livre (preliminar) | Rotina livre (final) | Rotina livre (final) | Rotina livre (final) | Rotina livre (final) |
| Atleta                                        | Prova | Pts.           | Pos.           | Pts.                      | Pos.                      | Total Pts.                | Pos.                      | Pts.                 | Pos.                 | Total Pts.           | Pos.                 |
| --------------------------------------------- | ----- | -------------- | -------------- | ------------------------- | ------------------------- | ------------------------- | ------------------------- | -------------------- | -------------------- | -------------------- | -------------------- |
| Mariana Aneth Cifuentes Blanca Isabel Delgado | Dueto | 42.334         | 19º            | 42.834                    | 17º                       | 85.168                    | 19º                       | Não avançou          | Não avançou          | Não avançou          | Não avançou          |

### Pentatlo moderno
| Atleta                | Prova     | Tiro | Esgrima | Natação | Saltos | Corrida | Total Pts. | Pos. |
| --------------------- | --------- | ---- | ------- | ------- | ------ | ------- | ---------- | ---- |
| Oscar Soto Carillo    | Masculino | 988  | 880     | 1236    | 1160   | 1156    | 5420       | 8º   |
| Karla Marlene Sánchez | Feminino  | 1168 | 808     | 1152    | 1020   | 1008    | 5156       | 28º  |

### Remo
Masculino
| Atleta(s)                  | Prova                     | Elim.   | Elim. | Repescagem | Repescagem | 1/4 de final | 1/4 de final | Semifinais | Semifinais | Final   | Final | Geral |
| Atleta(s)                  | Prova                     | Tempo   | Pos.  | Tempo      | Pos.       | Tempo        | Pos.         | Tempo      | Pos.       | Tempo   | Pos.  | Pos.  |
| -------------------------- | ------------------------- | ------- | ----- | ---------- | ---------- | ------------ | ------------ | ---------- | ---------- | ------- | ----- | ----- |
| Patrick Loliger            | Skiff simples masculino   | 7:22.55 | 3º    |            |            | 7:04.30      | 4º           | 7:15.53    | 1º         | 7:03.97 | 3º    | 15º   |
| Gabriela Huerta Lila Pérez | Skiff duplo leve feminino | 7:11.71 | 4º    | 7:41.97    | 4º         |              |              |            |            | 7:17.21 | 1º    | 13º   |

### Saltos ornamentais
| Atleta                       | Provas                                | Preliminar | Preliminar | Semifinal   | Semifinal   | Semifinal   | Semifinal   | Final       | Final       | Final       | Final             |
| Atleta                       | Provas                                | Pts.       | Pos.       | Pts.        | Pos.        | Total Pts.  | Pos.        | Pts.        | Pos.        | Total Pts.  | Pos.              |
| ---------------------------- | ------------------------------------- | ---------- | ---------- | ----------- | ----------- | ----------- | ----------- | ----------- | ----------- | ----------- | ----------------- |
| Yahel Castillo               | Trampolim 3 m individual masculino    | 480.65     | 3          | 504.55      | 4           |             |             | 462.10      | 7           |             | 7º                |
| Rommel Pacheco               | Plataforma 10 m individual masculino  | 465.45     | 9          | 453.80      | 9           |             |             | 460.20      | 8           |             | 8º                |
| Germán Sánchez               | Plataforma 10 m individual masculino  | 399.35     | 22         | Não avançou | Não avançou | Não avançou | Não avançou | Não avançou | Não avançou | Não avançou | 22º               |
| Jashia Luna                  | Trampolim 3 m individual feminino     | 276.85     | 17         | 287.35      | 16          | Não avançou | Não avançou | Não avançou | Não avançou | Não avançou | 16º               |
| Laura Sánchez                | Trampolim 3 m individual feminino     | 334.35     | 5          | 314.40      | 12          |             |             | 312.25      | 10          |             | 10º               |
| Paola Espinosa               | Plataforma 10 m individual feminino   | 343.60     | 7          | 400.75      | 2           |             |             | 380.95      | 4           |             | 4º                |
| Tatiana Ortiz                | Plataforma 10 m individual feminino   | 345.70     | 6          | 349.50      | 5           |             |             | 343.60      | 5           |             | 5º                |
| Paola Espinosa Tatiana Ortiz | Plataforma 10 m sincronizado feminino |            |            |             |             |             |             | 330.06      | 3           |             | Medalha de bronze |

### Taekwondo
Masculino
| Atleta             | Prova            | 1/8 de final                | 1/4 de final            | Semifinais             | Repescagem 1/4 de final | Repescagem Semifinais  | Final                       | Pos.            |
| Atleta             | Prova            | Adversário e resultado      | Adversário e resultado  | Adversário e resultado | Adversário e resultado  | Adversário e resultado | Adversário e resultado      | Pos.            |
| ------------------ | ---------------- | --------------------------- | ----------------------- | ---------------------- | ----------------------- | ---------------------- | --------------------------- | --------------- |
| Guillermo Pérez    | −58 kg masculino | GBR M. Harvey V 3-2         | AFG R. Nikpai V 2-1     | THA C. Khawlaor V 3-1  |                         |                        | DOM G. Mercedes V 1-1 (SUP) | Medalha de ouro |
| Idulio Islas Gómez | −68 kg masculino | NGR I. Muhammad D 2-2 (SUP) | Não avançou             | Não avançou            | Não avançou             | Não avançou            | Não avançou                 | Não avançou     |
| María Espinoza     | +67 kg feminino  | TUN K. Ben Hamza V 4-0      | SWE K. Kedzierska V 4-2 | GBR S. Stevenson V 4-1 |                         |                        | NOR N. Solheim V 3-1        | Medalha de ouro |

### Tênis de mesa
| Atleta                | Prova            | Preliminar                                    | Fase 1                 | Fase 2                 | Fase 3                 | Fase 4                 | 1/4 de final           | Semifinais             | Final                  |
| Atleta                | Prova            | Adversário e resultado                        | Adversário e resultado | Adversário e resultado | Adversário e resultado | Adversário e resultado | Adversário e resultado | Adversário e resultado | Adversário e resultado |
| --------------------- | ---------------- | --------------------------------------------- | ---------------------- | ---------------------- | ---------------------- | ---------------------- | ---------------------- | ---------------------- | ---------------------- |
| Yadira Silva Llorente | Simples feminino | CRO A. Bakula D 0-4 (10-12, 8-11, 2-11, 8-11) | Não avançou            | Não avançou            | Não avançou            | Não avançou            | Não avançou            | Não avançou            | Não avançou            |

### Tiro
| Atleta                | Prova                           | Qual.  | Qual. | Final       | Final       | Pos. |
| Atleta                | Prova                           | Escore | Pos.  | Escore      | Total       | Pos. |
| --------------------- | ------------------------------- | ------ | ----- | ----------- | ----------- | ---- |
| Roberto José Elias    | Carabina de ar 10 m masculino   | 590    | 25º   | Não avançou | Não avançou | 25º  |
| José Luis Sánchez     | Carabina de ar 10 m masculino   | 591    | 24º   | Não avançou | Não avançou | 24º  |
| Ariel Mauricio Flores | Skeet masculino                 | 111    | 27º   | Não avançou | Não avançou | 27º  |
| Natalia Zamora        | Carabina três posições feminino | 569    | 36º   | Não avançou | Não avançou | 36º  |

### Tiro com arco
Masculino
| Atleta            | Prova      | Preliminar | Preliminar | 1/32 de final                  | 1/16 de final                 | 1/8 de final                | 1/4 de final                   | Semifinais                  | Final                                              | Final |
| Atleta            | Prova      | Escore     | Pos.       | Adversário e resultado         | Adversário e resultado        | Adversário e resultado      | Adversário e resultado         | Adversário e resultado      | Adversário e resultado                             | Pos.  |
| ----------------- | ---------- | ---------- | ---------- | ------------------------------ | ----------------------------- | --------------------------- | ------------------------------ | --------------------------- | -------------------------------------------------- | ----- |
| Juan René Serrano | Individual | 679        | 1          | SAM J. Muaausa (64) V 116-88   | ESP D. Morillo (33) V 112-111 | BLR M. Kunda (48) V 110-106 | USA V. Wunderle (41) V 113-106 | KOR Park K-M. (4) D 112-115 | Disputa pelo bronze: RUS B. Badënov (31) D 110-115 | 4º    |
| Eduardo Vélez     | Individual | 660        | 24         | USA V. Wunderle (41) D 102-106 | Não avançou                   | Não avançou                 | Não avançou                    | Não avançou                 | Não avançou                                        | 52º   |

Feminino
| Atleta         | Prova      | Preliminar | Preliminar | 1/32 de final                     | 1/16 de final                            | 1/8 de final                     | 1/4 de final               | Semifinais             | Final                  | Final |
| Atleta         | Prova      | Escore     | Pos.       | Adversário e resultado            | Adversário e resultado                   | Adversário e resultado           | Adversário e resultado     | Adversário e resultado | Adversário e resultado | Pos.  |
| -------------- | ---------- | ---------- | ---------- | --------------------------------- | ---------------------------------------- | -------------------------------- | -------------------------- | ---------------------- | ---------------------- | ----- |
| Mariana Avitia | Individual | 641        | 20         | PRK Son H-Y. (45) V 112-107       | POL M. Sobieraj-Ćwienczek (13) V 110-109 | GEO K. Narimanidze (4) V 109-108 | PRK Kwon U-S. (5) D 99-105 | Não avançou            | Não avançou            | 8º    |
| Aida Román     | Individual | 646        | 12         | MRI V. D'Unienville (53) V 108-97 | UKR V. Koval (21) V 111-105              | PRK Kwon U-S. (5) V 100-105      | Não avançou                | Não avançou            | Não avançou            | 13º   |

### Triatlo
| Atleta                     | Prova     | Natação | Ciclismo | Corrida  | Total      | Pos. |
| -------------------------- | --------- | ------- | -------- | -------- | ---------- | ---- |
| Francisco Serrano Plowells | Masculino | 18:56   | 58:08    | 36:42    | 1:54:46.09 | 44º  |
| Faviola Adriana Corona     | Feminino  | 21:16   | +1 volta | +1 volta | +1 volta   | DNF  |

### Vela
Masculino
| Atleta               | Prova                 | Regata | Regata | Regata | Regata | Regata | Regata | Regata | Regata | Regata | Regata | Regata      | Pts. | Pos. |
| Atleta               | Prova                 | 1      | 2      | 3      | 4      | 5      | 6      | 7      | 8      | 9      | 10     | M           | Pts. | Pos. |
| -------------------- | --------------------- | ------ | ------ | ------ | ------ | ------ | ------ | ------ | ------ | ------ | ------ | ----------- | ---- | ---- |
| David Mier           | RS:X masculino        | 16     | 5      | 17     | 6      | 12     | 29     | 23     | 22     | 4      | 25     | Não avançou | 130  | 17º  |
| Demita Vega de Lille | RS:X feminino         | 23     | 23     | 25     | 25     | 17     | 21     | 20     | 19     | 19     | 26     | Não avançou | 190  | 23º  |
| Tania Elias Calles   | Laser Radial feminino | 27     | 25     | 29     | 13     | 15     | 16     | 7      | 3      | 1      |        | Não avançou | 107  | 13º  |

### Voleibol de praia
Feminino
| Atleta                        | Fase de grupos | Fase de grupos | Oitavas de final       | Quartas de final       | Semifinais             | Final                  |
| Atleta                        | Adversário e resultado | Pos.           | Adversário e resultado | Adversário e resultado | Adversário e resultado | Adversário e resultado |
| ----------------------------- | --- | -------------- | ---------------------- | ---------------------- | ---------------------- | ---------------------- |
| Bibiana Candelas Mayra García | BRA Talita/Renata D 1-2 (21-18, 16-21, 8-15) GRE Karantasiou/Arvaniti V 2-1 (21-17, 16-21, 15-12) AUT Schwaiger/Schwaiger D 0-2 (17-21, 10-21) Repescagem NOR Håkedal/Tørlen D 1-2 (22-20, 12-21, 11-15) | 3º (gr. F)     | Não avançou            | Não avançou            | Não avançou            | Não avançou            |